# Holam
El holam (en hebreo, חוֹלָם, en el AFI, [χol'am], y formalmente, חֹלֶם, χōl'ēm),  es un tipo de niqud hebreo (una vocal), compuesto por un punto elevado ( ֹ ), que generalmente representa el sonido [o], originalmente [ o̞ ].
La letra con la que forma un mater lectionis (letra de soporte para vocales), es usualmente Vav, además de Alef o He. Es en este caso, cuando se le denomina Holam male (חוֹלָם מָלֵא,χo'lam ma'le(ʔ), holam entero); así pues, cuando se sitúa sobre otra letra, se le denomina Holam haser (חוֹלָם חָסֵר, χo'lam χa'ser, holam deficiente).

## Localización gráfica
Cuando el holam no se halla localizado en letras mater lectionis, sino en letras comunes, se sitúa en la esquina superior izquierda. En letras como alef, se sitúa en la esquina superior derecha, a excepción de vav, que al ser unidimensionalmente vertical, se coloca simplemente encima. Cuando alef actúa como vocal, el holam se coloca encima de la letra previa, como תֹּאַר, 'to'ʔaʁ (Epíteto).
Si el holam se corresponde a la letra Sin, luciría ésta con dos puntos en su brazo izquierdo, tal como שֹׂבַע, so'va(ʕ) (Saciedad).

## Frecuencia de usos

### Holam haser
El holam haser, aunque tenga menos frecuencia de uso que el holam male, se usa en varios paradigmas, la mayoría cuando se admite el uso de niquds, esto es, que se escribiría con un holam male sin ellos. Así pues, se usa:
- En palabras en las que la penúltima sílaba tiene un holam acentuado, en ocasiones referenciado como segolado. Por ejemplo, דֹּאַר,  'doʔaʁ (Correo), se divide en  'do-ʔaʁ, y la sílaba tónica es la penúltima. Cuando se excluyen los niquds la Academia del Idioma Hebreo sólo admite ser escrito como דואר.
- En palabras en las que éste es sustituido por un kubutz en el plural. Por ejemplo, en la estructura / C a C o C /, que en plural resultaría ser /C ə C u CC im/, tal como כָּתֹם,  'ka'tom (Naranja), que luego sería כְּתֻמִּים,  'kə'tum'miym.
- Cuando la letra en la que termina la palabra es gutural, y por ende, en plural no varía a un kubutz. Por ejemplo, שָׁחֹר, ʃa'χoʁ (Negro), es en plural שְׁחֹרִים, ʃə'χo'ʁiym, pues la consonante en la que termina en singular es ʁ.
- En la estructura / C ə C a CC o C /, con repetición de la segunda y tercera letra, y que luego cambiaría a un kubutz en plural. Por ejemplo, פְּתַלְתֹּל, pətal'tol (Torcido), que sería luego פְּתַלְתֻּלִּים, pətaltul'liym.
- En los infinitivos, futuros, e imperativos de los verbos binyan. Por ejemplo, אֶסְגֹּר, ʔes'goʁ (Cerraré), de לִסְגֹּר, lis'goʁ (Cerrar).

### Holam male
El holam male, al contrario que el holam haser, se aplica sobre aquellas palabras en las que la última letra es suave, y no gutural. Por ejemplo, גָּדוֹל, ga'dol (Grande), sería en plural גְּדוֹלִים, gədo'liym. Sin embargo, cuando acaba en una gutural, en plural se vuelve en un shuruk, como en מָנוֹס, ma'nos (Escape), y su plural מְנוּסִים, mənu 'siym.

### Holam en otrosmater lectionis
Otra manera de escribir el holam en textos ausentes de niquds, sin tener que escribirlo junto a Vav, es referenciarlo a través de otros mater lectionis, como א ó ה. Esta condición se da, por ejemplo, de forma sólida en algunos verbos en futuro, como תֹּאכַל, tʔo'χal (Deberás comer), que sin niquds, sería תאכל, y en el prefijo relativo a la primera persona del singular, que es en sí un Alef con holam.

## Pronunciación
El holam, aunque generalmente presente el sonido [o̞], es pronunciado de diferentes maneras en variados dialectos del hebreo.
| Ejemplo | Nombre      | Pronunciación  | Pronunciación                      | Pronunciación | Pronunciación | Pronunciación | Pronunciación | Pronunciación |
| Ejemplo | Nombre      | Hebreo Moderno | Asquenazí                          | Sefardí       | Jemení        | Tiberiano     | Supuestos     | Supuestos     |
| Ejemplo | Nombre      | Hebreo Moderno | Asquenazí                          | Sefardí       | Jemení        | Tiberiano     | Mishná        | Bíblico       |
| ------- | ----------- | -------------- | ---------------------------------- | ------------- | ------------- | ------------- | ------------- | ------------- |
| פֹ       | Holam haser | [o̞]            | [oɪ ~ øɪ ~ eɪ ~ əʊ ~ ɐʊ ~ ɑʊ ~ oʊ] | [o̞]           | [ɶ ~ ɤ ~ œ]   | [o]           | [oː]          | [oː]          |
| וֹ אֹ פֹה  | Holam male  | [o̞]            | [oɪ ~ øɪ ~ eɪ ~ əʊ ~ ɐʊ ~ ɑʊ ~ oʊ] | [o̞]           | [ɶ ~ ɤ ~ œ]   | [o]           | [oː]          | [oː]          |

## Unicode
El Holam ocupa tres puntos de código de Unicode, U+05B9, U+05BA y U+FB4B.
| Glifo | Unicode | Nombre                           |
| ----- | ------- | -------------------------------- |
| ֹ      | U+05B9  | HEBREW POINT HOLAM               |
| ֺ      | U+05BA  | HEBREW POINT HOLAM HASER FOR VAV |
| וֹ     | U+FB4B  | HEBREW LETTER VAV WITH HOLAM     |